# Centrale solaire de Kimberlina
La centrale solaire de Kimberlinaest située à Bakersfield, en Californie. Elle a une puissance nominale de 5 MWe. Elle est la première installation solaire thermique commerciale construite par Areva Solar, anciennement Ausra.

## Présentation
La centrale utilise des réflecteurs de Fresnel linéaire compacts pour générer de la vapeur surchauffée. Chaque système solaire de chauffage de l'eau dispose d'un groupe de 13 miroirs plats, étroits, qui, individuellement suivent et concentrent la chaleur du soleil sur les tuyaux aériens transportant de l'eau. L'eau bout et se transforme en vapeur. La vapeur peut ensuite faire tourner une turbine pour produire de l'électricité ou être utilisée comme vapeur industrielle pour des procédés alimentaires, pétroliers et de dessalement. La chaudière solaire de Kimberlina permet d'avoir actuellement de la vapeur surchauffée à 400 °C. La chaudière solaire de la prochaine génération en construction est conçue pour atteindre une température de 480 °C.
La chaudière solaire d'Areva est la première et la seule chaudière solaire certifiée par un S-Stamp de l'American Society of Mechanical Engineers (ASME).
La centrale solaire de Kimberlina a été la première centrale solaire thermique à être construite en Californie, avec la centrlale Solar Energy Generating Systems, mais qui emploie elle des miroirs cylindro-paraboliques.

### Sources
- (en) Cet article est partiellement ou en totalité issu de l’article de Wikipédia en anglais intitulé « Kimberlina Solar Thermal Energy Plant » (voir la liste des auteurs).